# Dolichoderus gibbus
Dolichoderus gibbus är en myrart som först beskrevs av Smith 1861.  Dolichoderus gibbus ingår i släktet Dolichoderus och familjen myror. Inga underarter finns listade i Catalogue of Life.